# Vento sulla Luna
Vento sulla Luna è un singolo della cantante italiana Annalisa, pubblicato il 29 novembre 2019 come primo estratto dal settimo album in studio Nuda.

## Descrizione
Il brano è stato scritto da Annalisa stessa insieme a Rkomi (che partecipa in qualità di artista ospite), Franco126 e Dardust, che ne è anche produttore.

## Video musicale
Il video, diretto da Enea Colombi, è stato reso disponibile il 3 dicembre 2019 attraverso il canale YouTube della Warner Music Italy.

## Tracce
1. Vento sulla Luna (feat. Rkomi) – 3:51

## Classifiche
| Classifica (2019) | Posizione massima |
| ----------------- | ----------------- |
| Italia            | 74                |